# 다리우시 가르보치
다리우시 가르보치(폴란드어: Dariusz Garbocz, 1971년 1월 11일~)는 폴란드의 아이스하키 선수, 지도자로 선수 시절 포지션은 수비수이다. 폴란드 아이스하키 국가대표팀의 일원으로 활동했으며 1992년 동계 올림픽에 참가하였다.

## 어린 시절과 클럽 경력
실롱스키에주의 카토비체 출신으로 브로니스와프(폴란드어: Bronisław)와 에바 스보보다(폴란드어: Ewa Swoboda)의 아들로 태어났다. 동생인 미하우도 아이스하키 선수이다.
1981년에 폴란드의 아이스하키 클럽인 GKS 티히에 입단하여 1993년까지 뛰었고 그후 1993-94 시즌에 스웨덴의 최상위 프로 아이스하키 리그인 엘리트세리엔의 클럽인 베스테로스 IK에서 뛴 것을 제외하면 선수 생활을 모두 모국 폴란드에서 보냈다.
2001년에 GKS 티히를 마지막으로 은퇴했다.

## 국가대표팀 경력
1989년 가르보치는 폴란드 U-20 국가대표팀의 일원으로 발탁되었다. 그 해 12월에 핀란드에서 열린 세계 주니어 선수권 대회에 참가하였으며, 7경기에 출전하여 1골을 넣었다. 폴란드는 이 대회에서 최하위를 기록하여 B풀로 강등되었다. 이후 1991년에도 폴란드에서 열린 세계 주니어 선수권 대회 B에 참가하였고 6경기에서 2개의 어시스트를 기록했다. 폴란드는 독일의 뒤를 이어 준우승을 차지했다.
가르보치는 1991년에 폴란드 A대표팀의 일원으로 뛰기 시작했다. 1992년에는 올림픽 국가대표로 발탁되었으며, 그 해 2월에 프랑스 알베르빌에서 열린 올림픽에 폴란드 대표팀의 일원으로 참가했다. 폴란드는 A그룹에 배속되었고 가르보치는 최하위 순위를 가르는 이탈리아전에서 어시스트 1개를 기록하여 승리에 기여했다. 그 해 4월에는 스웨덴에서 열린 1992년 세계 아이스하키 선수권 대회에 폴란드 국가대표로 참가하였다. 그는 이 대회에서 프랑스와의 최하위 순위 결정전을 포함한 6경기 모두 출전했으나 득점을 기록하지 못했고 최하위를 기록한 폴란드는 강등 처리되었다. 
이후 1993년 2월에는 폴란드 자코파네에서 열린 1993년 동계 유니버시아드에 폴란드 대표팀의 일원으로 참가하였고 폴란드는 참가국 6개국 중 5위에 올랐다. 이후 국가대표로 발탁되지 않았다가 1997년에 폴란드에서 열린 세계 선수권 대회B에 폴란드 대표로 발탁되어 참가하였으며, 7경기 모두 출전했으나 득점은 기록하지 못했다.
가르보치는 폴란드 국가대표팀 소속으로 총 19경기에 출전했다.

## 지도자 경력
은퇴 후에는 체육 교사 등으로 일하다가 2012년부터 2년간 GKS 티히 여자부의 감독으로 일했다. 2017년에 다시 아이스하키 지도자로 복귀하여 GKS 티히 주니어부 감독을 지냈으며 2023년부터 다시 GKS 티히 여자부 감독으로 재임 중이다.